# Макманус, Алан
А́лан Макма́нус (англ. Alan McManus, род. 21 января 1971 года) — шотландский профессиональный игрок в снукер. Родился и проживает в городе Глазго, Шотландия. За свои отличные способности в тактической игре и хорошее знание геометрии стола Макманус получил прозвище «Углы» (Энглс) — Alan 'Angles' McManus.
Завершил карьеру в 2021 году.

## Карьера
Алан Макманус стал профессионалом в 1990 году, после успехов на национальных любительских соревнованиях. В дебютном сезоне он достиг 1/2 финала на чемпионате Великобритании и победил на турнире Benson & Hedges Championship, и стал 41-м в рейтинге снукеристов. В следующем сезоне шотландец стал финалистом рейтингового турнира Asian Open и тогда же достиг полуфинала чемпионата мира. Эти достижения позволили ему после двух сезонов в мэйн-туре попасть в Топ-16 и занять 13-е место.
Одним из самых памятных матчей с участием Алана считается финал турнира Мастерс 1994 года. Тогда он играл со Стивеном Хендри, 5-кратным чемпионом турнира, и выиграл у него в решающей партии. А затем, после ещё нескольких финалов, он сложил и свой высший брейк в 143 очка на чемпионате мира. Уже в то время его снукер был стабильно высоким, и поэтому Макманус переместился на 6-е место.
В следующем сезоне Алан одержал победу в рейтинговом турнире — Dubai Classic, и остался на 6-м месте мирового рейтинга. Он сохранил эту позицию и на следующий год, добавив в актив вторую победу в открытом чемпионате Таиланда и 3 полуфинала (2 рейтинговых и Мастерс).
Вместе со Стивеном Хендри и Джоном Хиггинсом Алан принес победу команде Шотландии на турнире World Cup 1996 года, а через пять лет после этого — на другом командном соревновании Nations Cup.
Стабильно высокий класс игры Алана не принес ему много трофеев — всего 6 (два из них в командных турнирах) — и это при более чем 20 финалах. Он пробыл в топ-16 с 1992 по 2006 год, но после неудачного сезона 2005/06 покинул пределы элитного дивизиона сильнейших. Последний крупный успех шотландца пришёлся на Гран-при 2006 года, когда он дошёл до полуфинала; последний его выход в финальную стадию рейтингового турнира состоялся осенью 2010 (World Open).
Кроме карьеры снукериста в 2007 году Алан также был комментатором чемпионата мира на канале BBC.

## Достижения в карьере
- Чемпионат мира полуфинал — 1992, 1993, 2016
- Мастерс чемпион — 1994
- Dubai Classic чемпион — 1994
- Thailand Open чемпион — 1996
- Benson & Hedges Championship победитель — 1990
- Кубок мира победитель (в составе шотландской команды) — 1996
- Кубок наций победитель (в составе шотландской команды) — 2001